# Тачка
Та́чка — ручная тележка, обычно на одном колесе, которую рабочий везет, толкая её вперед себя, простое устройство для транспортировки грузов, цементного раствора или бетона, использующее принцип рычага для уменьшения прикладываемого усилия. 
Как правило тачка состоит из грузового кузова, одного или нескольких колёс и рукояток, иногда тачка делается из стальной рамы с колесом(-ами), к которой закрепляется кузов

## История

### Греция
Вероятно, тачка была изобретена в Древней Греции. Два списка 408—407 и 407—406 гг. до н. э. упоминают «1 ящик для одноколёсного транспортного средства (hyperteria monokyklou)». Поскольку 'dikyklos' и 'tetrakyklos' в античной Греции означали двухколёсное и четырёхколосное транспортное средство, и ящик одноколёсного ТС в списке появляется между ящиком для 4-колёсного и его четырьмя колесами, то скорее всего одноколёсным ТС имелась в виду тачка.

### Китай
Различные предания приписывают изобретение тачки китайскому полководцу и государственному деятелю эпохи Троецарствия Чжугэ Ляну. У китайской тачки, в отличие от европейской колесо намного больше и часто находится не спереди а по центру всей конструкции, .
- Тачка для перевозки Конфуция (рикша); иллюстрация из китайской детской книжки 1680 г
- тачки с парусами в Китае
- тачка для перевозки людей (рикша)
- тачки с парусами в Китае
- тачки с парусами в Китае

### Средневековье
В средневековой Европе тачка появилась между 1170 и 1250 годом. В отличие от китайских тачек, где колесо находилось центрально под платформой, колесо европейских тачек крепилось спереди.  Старые изображения поддерживают теорию, что европейская тачка развилась из носилок, в которых передний носильщик был заменён колесом.

### Новое время
В настоящее время выпускаются, как одноколёсные, так и двухколёсные тачки. Классические современные тачки выглядят следующим образом. Их рама представляет собой набор из стальных труб, сваренных между собой. Рама имеет две дуговые подставки позади колёс. Позади рама оканчивается двумя рукоятками, на концах которых в качестве рукояток могут быть либо резиновые грипсы, либо дуга, представляющая собой согнутую трубу, надеваемую отверстиями на рукоятки.
Колёса, как правило, оснащены пневматическими шинами, состоящими из обода, камеры и покрышки. Колёса насаживаются на оси и закрепляются либо шплинтами, либо стопорными шайбами, либо гайками. На раму болтами крепится кузов (корыто) из оцинкованной стали. Тачки позволяют перевозить как минимум несколько десятков, а иногда и несколько сотен килограммов грузов. В основном перевозятся сыпучие грузы.
- тачка для перевозки раненных (Первая мировая война)
- деревянная тачка 1914 год
- деревянные тачки для перевозки кирпича 1894 год
- женщина перевозит груз на тачка-тележка во время Первой мировой войны
- тачка-тележка для грузов во время Первой мировой войны (1914—1918)
- Первая мировая война, женщины перевозят на тачках мешки с мукой
- молодой мужчина с тачкой 1959 год
- самодельная тачка из ванны
- садовник в Великобритании с большой тачкой
- трёхколёсная тачка
- Современная одноколёсная тачка.
- Современная двухколёсная тачка.
- На современной тачке можно перевозить несколько десятков килограммов груза. На фото на тачке расположен полный 50-литровый бидон с водой.
- грузовая тачка в Нигерии, перевозка канистр с водой
- как с помощью доски можно заехать тачкой на высоту
- грузовой велосипед  (тачка с ножным приводом)
- грузовой мотоцикл или мотороллер недорогой аналог тачки на небольшие расстояния

## В живописи
- носилки и тачка 1546 год
- Нидерланды, 1617
- Нидерланды, 1775
- Германия, XIX век
- Германия, 1839
- Польша, 1865
- Бразилия, 1889
- Швеция, 1892